# Das große Tier
Das große Tier ist ein polnischer Spielfilm aus dem Jahr 2000.

## Handlung
Der Film spielt in einer kleinen Stadt in den Bergen. Ein durchreisender Zirkus lässt ein Kamel zurück. Abends steht das Kamel im Garten des Ehepaars Sawicki. Zygmunt Sawicki ist Bankangestellter und seine Frau Maria Kindergärtnerin. Am nächsten Tag geht Zygmunt mit seinem Kamel auf einen Spaziergang in die Stadt und wird gleich zum Stadtgespräch. Zunächst erfreuen sich die Mitbürger an dieser Sensation. Zygmunt erhält ein Angebot von einem Fotografen, der ein lukratives Geschäft wittert. Doch Zygmunt möchte an dem Tier nicht verdienen. Er ist glücklich mit seinem neuen Freund und genießt die gemeinsamen Spaziergänge. Auch einem Regisseur, der einen Werbefilm mit dem Kamel drehen möchte, hält Zygmunt zunächst stand. Langsam wandelt sich die Zustimmung der Mitmenschen in Unmut. Zygmunt spielt Klarinette in einem kleinen Orchester. Als er zu Hause ein neues Stück probiert, stellt er fest, dass das Kamel beim Klang der Musik Töne von sich gibt. Er spielt ihm sogar arabische Melodien vor, um das Tier zu erfreuen. Dies führt jedoch zu Verwirrung in seinem Orchester und Zygmunt muss das Orchester verlassen. Zygmunt und Maria Sawacki werden plötzlich gemieden. Obwohl er das Tier ordnungsgemäß anmeldet und Steuern dafür bezahlt, wird das Kamel zum öffentlichen Ärgernis. Zygmunt wird vor den Stadtrat geladen. Der Bürgermeister macht ihm den Vorschlag, einen Mini-Zoo in der Stadt zu eröffnen mit Zygmunts Kamel als Hauptattraktion. Doch Zygmunt verlässt die Sitzung wortlos. Eines Nachts verschwindet das Kamel spurlos aus seinem Stall. Zygmunt meldet den Verlust bei der Polizei, wird jedoch von den Polizisten nicht ernst genommen. Das Kamel bleibt verschwunden. Die Mitbürger der Stadt versuchen nun Zygmunt wieder in die Gemeinschaft aufzunehmen, doch Zygmunt schweigt. Zygmunt und Maria vermissen das Tier und fahren mit dem Zug nach Warschau, wo sie im Zoo die Kamele besuchen.

## Hintergrund
Krzysztof Kieślowski schrieb das Drehbuch bereits 1973. Es basiert auf einer Erzählung des Schriftstellers Kazimierz Orłoś. Der Film sollte Kieślowskis Spielfilmdebüt werden. Die sozialistische Zensur lehnte das Drehbuch jedoch ab und es verschwand in der Schublade des Regisseurs. Janusz Morgenstern entdeckte das Drehbuch nach dem frühen Tod Kieślowskis und bat den Schauspieler Jerzy Stuhr, der in einigen Filmen Kieślowskis Hauptrollen gespielt hatte, das Buch zu verfilmen.

## Kritiken
„Eine ebenso pointierte wie anrührende Gesellschaftsparabel auf Intoleranz und Glücksanspruch, inszeniert nach einem Originaldrehbuch von Krzysztof Kieslowski. Die ursprünglich Mitte der 70er-Jahre angesiedelte Handlung wurde auf eine zeitlose Ebene gehoben, ohne letztlich jene subversive Energie zu erzielen, die die originären Arbeiten Kieslowskis auszeichnet.“

## Auszeichnungen
Der Film nahm im Jahr 2000 am Wettbewerb des Internationalen Filmfestival von Karlovy Vary teil. Er wurde hier mit einem Spezialpreis der Jury und mit dem Preis der Ökumenischen Jury ausgezeichnet. Beim Polnischen Filmfestival in Gdynia wurde die Filmmusik ausgezeichnet. 2001 gewann der Film den Hauptpreis beim Festival GoEast in Wiesbaden.